# アドルフ・バラー
アドルフ・バラー（Adolph Baller, 1909年7月30日 - 1994年1月22日）は、オーストリア＝ハンガリー帝国領ガリツィア地域出身のピアノ奏者。
ブロディの生まれ。1915年頃にウィーンに移住し、テオドル・レシェティツキ門下のマルウィーヌ・ブレーにピアノを師事し、ウィーン音楽院でアンジェロ・ケッシソグリュのクラスでピアノの腕を磨いた。またヒューゴ・カウダーやヨゼフ・メルティン等に音楽理論も教わっている。1924年にウィーンでデビューを飾ったが、1931年にベルリンでアレクサンダー・ボロフスキーの個人レッスンを受けた。しかし、ユダヤ人であったことから、1938年のオーストリア併合の際にナチスの兵士から暴行を受けて手を負傷。その後、ハンガリー経由でアメリカに渡り、しばらく手の治療に専念した。1941年にカリフォルニア州でユーディ・メニューインと共演し、以後15年間にわたってメニューインの専属伴奏者を務めた。1963年からスタンフォード大学でピアノを教え、サンフランシスコ音楽院やドミニカン大学カリフォルニア校にも出講した。
パロアルトにて没。